# Queen of FCW
Le Queen of FCW (que l'on peut traduire par Reine de la FCW) est un championnat de catch féminin utilisée par la Florida Championship Wrestling (FCW), un club-école de la World Wrestling Entertainment. Il est créé début 2009 et la première championne est Angela (en) après sa victoire face à Alicia Fox en finale d'un tournoi le 5 février 2009. Ce championnat a la particularité d'être représenté par un diadème porté par la championne en lieu et place d'une ceinture. De sa création jusqu'à la fin de son utilisation en 2012, six catcheuses ont détenu ce titre pour autant de règne.

## Histoire du titre
Au début de l'année 2009, la Florida Championship Wrestling (FCW) organise un tournoi opposant huit catcheuses pour désigner la première Reine de la FCW. Les participantes sont : 
- Angela (en)[1]
- Alicia Fox[1]
- Jenny Cash[1]
- Rosa Mendes[1]
- Saylor James[1]
- The Girl from Mexico[1]
- Tiffany[1]
- Wesley Holiday[1]

|  | Quarts de finale     | Quarts de finale     | Quarts de finale     | Quarts de finale     |            |            | Demi-finales | Demi-finales | Demi-finales | Demi-finales |  |  | Finale | Finale | Finale | Finale |
|  |                      |                      |                      |                      |            |            |              |              |              |              |  |  |        |        |        |        |
|  |                      |                      |                      |                      |            |            |              |              |              |              |  |  |        |        |        |        |
|  |                      |                      |                      |                      |            |            |              |              |              |              |  |  |        |        |        |        |
|  | Alicia Fox           | Alicia Fox           | -                    | -                    |            |            |              |              |              |              |  |  |        |        |        |        |
|  | Alicia Fox           | Alicia Fox           | -                    | -                    |            |            |              |              |              |              |  |  |        |        |        |        |
|  | Jenny Cash           | Jenny Cash           | 3:00                 | 3:00                 |            |            |              |              |              |              |  |  |        |        |        |        |
|  | Jenny Cash           | Jenny Cash           | 3:00                 | 3:00                 | Alicia Fox | Alicia Fox | Tombé        | Tombé        |              |              |  |  |        |        |        |        |
|  |                      |                      |                      |                      | Alicia Fox | Alicia Fox | Tombé        | Tombé        |              |              |  |  |        |        |        |        |
|  |                      |                      | Tiffany              | Tiffany              | 3:21       | 3:21       |              |              |              |              |  |  |        |        |        |        |
|  | Tiffany              | Tiffany              | Tiffany              | Tiffany              | 3:21       | 3:21       | Tombé        | Tombé        |              |              |  |  |        |        |        |        |
|  | Tiffany              | Tiffany              |                      |                      |            |            |              | Tombé        |              |              |  |  |        |        |        |        |
|  | Wesley Holiday       | Wesley Holiday       | -                    | -                    |            |            |              |              |              |              |  |  |        |        |        |        |
|  | Wesley Holiday       | Wesley Holiday       | -                    | -                    | Alicia Fox | Alicia Fox | 6:10         | 6:10         |              |              |  |  |        |        |        |        |
|  |                      |                      |                      |                      | Alicia Fox | Alicia Fox | 6:10         | 6:10         |              |              |  |  |        |        |        |        |
|  |                      |                      | Angela               | Angela               | Tombé      | Tombé      |              |              |              |              |  |  |        |        |        |        |
|  | Rosa Mendes          | Rosa Mendes          | Angela               | Angela               | Tombé      | Tombé      | -            | -            |              |              |  |  |        |        |        |        |
|  | Rosa Mendes          | Rosa Mendes          |                      |                      |            |            |              |              |              |              |  |  |        |        |        |        |
|  | Angela (en)          | Angela (en)          | Tombé                | Tombé                |            |            |              |              |              |              |  |  |        |        |        |        |
|  | Angela (en)          | Angela (en)          | Tombé                | Tombé                | Angela     | Angela     | Tombé        | Tombé        |              |              |  |  |        |        |        |        |
|  |                      |                      |                      |                      | Angela     | Angela     | Tombé        | Tombé        |              |              |  |  |        |        |        |        |
|  |                      |                      | The Girl from Mexico | The Girl from Mexico | 1:25       | 1:25       |              |              |              |              |  |  |        |        |        |        |
|  | Saylor James         | Saylor James         | The Girl from Mexico | The Girl from Mexico | 1:25       | 1:25       | 1:19         | 1:19         |              |              |  |  |        |        |        |        |
|  | Saylor James         | Saylor James         |                      |                      |            |            |              | 1:19         |              |              |  |  |        |        |        |        |
|  | The Girl from Mexico | The Girl from Mexico | Tombé                | Tombé                |            |            |              |              |              |              |  |  |        |        |        |        |
|  | The Girl from Mexico | The Girl from Mexico | Tombé                | Tombé                |            |            |              |              |              |              |  |  |        |        |        |        |
|  |                      |                      |                      |                      |            |            |              |              |              |              |  |  |        |        |        |        |

## Règnes par Championne
| # | Catcheuse                  | Règne | Date             | Durée              | Lieu           | Évènement | Notes | Réf    |
| - | -------------------------- | ----- | ---------------- | ------------------ | -------------- | --------- | --- | ------ |
| 1 | Angela (en)                | 1     | 5 février 2009   | 6 mois et 29 jours | Tampa, Floride | FCW TV    | Elle bat Alicia Fox en finale du tournoi. Diffusé le 22 février.                                                                      | [ 5 ]  |
| 2 | Mia Mancini/Serena Mancini | 1     | 3 septembre 2009 | 5 mois et 1 jour   | Tampa, Floride | FCW TV    | Durant ce règne elle change le nom de Mia Mancini en Serena Mancini. Diffusé le 27 septembre.                                         | ,      |
| 3 | AJ                         | 1     | 4 février 2010   | 9 mois et 14 jours | Tampa, Floride | FCW TV    | Diffusé le 14 février | [ 11 ] |
| 4 | Rosa Mendes                | 1     | 18 novembre 2010 | 2 mois et 16 jours | Tampa, Floride | FCW TV    | | [ 12 ] |
| 5 | Aksana                     | 1     | 3 février 2011   | 9 mois et 14 jours | Tampa, Floride | FCW TV    | | [ 13 ] |
| 6 | Raquel Diaz                | 1     | 17 novembre 2011 | 3 mois et 27 jours | Tampa, Floride | FCW TV    | | [ 14 ] |
| 6 | Désactivé                  |       | 15 mars 2012     |                    | Tampa, Floride | FCW TV    | À la suite d'une annonce de Summer Rae, la manager générale de la FCW, d'abandonner le titre de Reine de la FCW. Diffusé le 1er avril | [ 15 ] |

## Règnes combinés
| Rang | Champion                | Nombre de règnes | Jours combinés |
| ---- | ----------------------- | ---------------- | -------------- |
| 1    | AJ                      | 1                | 287            |
| 1    | Aksana                  | 1                | 287            |
| 3.   | Angela Fong             | 1                | 210            |
| 4.   | Mia Mancini/Serena Deeb | 1                | 154            |
| 5.   | Raquel Diaz             | 1                | 119            |
| 6.   | Rosa Mendes             | 1                | 77             |